# یوشکا فیشر
یوشکا فیشر (به آلمانی: Joschka Fischer) (زاده ۱۲ آوریل ۱۹۴۸) وزیر امور خارجه آلمان در دولت گرهارد شرودر بود.

## زندگی
در اکتبر ۲۰۰۵ یوشکا فیشر در ۵۷ سالگی با یک دختر ایرانی به نام مینو براتی نوبری مشهور به مینو براتی ۲۹ ساله، در ساختمان شهرداری رم ازدواج کرد.